# Contrabass
A Contrabass az orgona egyik regisztere.
| francia: | Contrebasse  |
| német:   | Kontrabass   |
| olasz:   | Contrabasso  |
| angol:   | Double basse |

## Leírás
A nagybőgő mintájára készült 16' orgonaregiszter teljes hosszúságú (16 láb ≈ 5 méter) síptesttel.
Szinte mindig nyitott fasíp. Leggyakrabban 16', de előfordul 32' változatban is. Szűk menzúrájú, tehát vonós regiszter. Esetenként a subbass szinonimája.